# Hormopeza senator
Hormopeza senator är en tvåvingeart som beskrevs av Axel Leonard Melander 1927. Hormopeza senator ingår i släktet Hormopeza och familjen dansflugor.
Artens utbredningsområde är District of Columbia. Inga underarter finns listade i Catalogue of Life.